# Humagne blanche
La humagne blanche o humagne es una uva blanca de vino suiza. Es plantada sobre todo en la región de Valais. En 2009 había 30 ha en Suiza.
La uva produce un vino con cuerpo completo que es más rico que el de amigne y el de petite arvine pero que tiene un sabor más neutral que el de petite arvine.
Los análisis del ADN en Changins, Suiza, y en Aosta, Italia, establecieron que la humagne blanche no está relacionada con la variedad tinta suiza humagne rouge.